# Aeroporto de Sorocaba
O Aeroporto Internacional de Sorocaba/Bertram Luiz Leupolz (IATA: SOD, ICAO: SDCO) é um importante centro aéreo estadual na região da Macro-metrópole de São Paulo e parte do interior paulista. Localiza-se a pouco mais de 5 km do centro da cidade, na zona norte de Sorocaba.

## Situação atual
O aeroporto de Sorocaba já é um grande centro de manutenção do estado de São Paulo, voos domésticos também foram realizados com frequência com os destinos de São Paulo e Rio de Janeiro, mas a pequena demanda de passageiros fizeram a TAM e a OCEANAIR cancelarem suas operações.
O Aeroporto de Sorocaba, como quase todo Aeroporto, nasceu como o Campo de Aviação que na década de 40 recebeu o seu Aeroclube na Campanha denominada "Asas ao Brasil" capitaneada por Assis Chateaubriand. 
No inicio dos anos 60 o Campo de aviação, pista de terra 800 x 30 denominado na época Aeroporto Araçoiaba, foi procurado por empresários que buscavam uma área no Aeroporto para instalar uma fabrica de aviões e tiveram um grande apoio dos Prefeitos e vereadores da época, conseguindo iniciar a CONAL Construtora Nacional de Aviões Ltda, empresa que tinha como sócios os Alemães naturalizados Bertram Luiz Leupolz, Walter Kall Kieferlli e o austríaco também naturalizado Willebald. A fábrica rapidamente construiu sua sede em uma área de aproximadamente 100 mil metros quadrados doados pela Prefeitura Municipal e já em 3 anos já tinha construído e voando o seu primeiro protótipo, o qual foi denominado de W-151. Em 1964 o protótipo com 800 horas de voo, decolou com destino ao CTA em São José dos Campos, onde passaria por ensaios de voo, para receber sua homologação de fabricação em série. O mercado Brasileiro que tinha a necessidade da importação de aeronaves esperava com bons ventos a aeronave que muito parecida com um Cessna 206, atenderia a grande demanda para o Brasil, que sendo um País continental necessitava de uma aeronave para desbravar longínquas distancias na preparação de áreas do agronegócio.   
O projeto foi frustrado pelo Governo Militar instalado em 1964, pois a Embraer já estava em estudos no Ministério da Aeronáutica, fazendo com que a aeronave voltasse a Sorocaba, desmontada em cima de um caminhão. Isso fez com que os sócios se separassem e cada um passasse a desenvolver suas habilidades aeronáuticas como três empresas de manutenção, Conal permaneceu com Bertram que era habilidoso com fuselagens, asas e superfícies de comando, Wille fundou a Jato Aviação para manutenção de motores a pistão e turbinas e Walter a Eletrônica e Avionics WKK. 
Em 15 anos a área recebeu uma grande migração de empresas dos mais variados setores de peças, tapeçaria, marcenaria, revisão de componentes, investidores no ramo de hangaragem, empresas de taxi Aéreo e outras oficinas, transformando o Aeroporto de Araçoiaba em um grande centro de manutenção, reconhecido em todo o Brasil.
Em meados dos anos 90 a Prefeitura Municipal diante do grande movimento de pousos e decolagens, gerados pelas empresas de manutenção, resolveu passar a administração do Aeroporto ao DAESP, que ampliou e pavimentou a pista e suas taxiways, construindo em seguida um Terminal de passageiros e sua Administração. 
Em 1999 os proprietários e operadores da área privada do Aeroporto Bertram Luiz Leupolz (nome recebido em homenagem ao fundador da CONAL) fundaram a APROHAPAS Associação dos Proprietários e operadores de Hangares do Aeroporto de Sorocaba, que administra a área privada, existente desde 1960, em parceria com o DAESP que administra a área pública. Essa parceira acontece desde 1999 quando o DAESP formalizou com a Prefeitura a administração do Aeroporto.  
Nos últimos 10 anos a área publica do Aeroporto foi ocupada por empresas de grande porte que se instalaram em áreas concedidas pelo DAESP,  como Embraer, Falcon Dassault, Pratt Whitney, Icom, Iurd, Gulfstream, MTX, Natura, America Sul, entre outras, que somadas as empresas precursoras incrementaram ainda mais a identidade do Aeroporto em manutenção.
Hoje o Aeroporto de Sorocaba, busca ser reconhecido como o maior Polo de Manutenção Aeronáutica da América Latina, esta em processo adiantado de implantar a sua Torre de controle de operações, como também a sua Internacionalização.
Atualmente, o aeroporto é usado por Jatos executivos e aviões de médio e pequeno porte; praticamente não são feitos voos comerciais. Dentre os serviços prestados, encontram-se principalmente os de transporte de carga, manutenção de aeronaves e FBO (Fixed Based Operations).
No segundo segundo semestre 2013, devem ser entregues as obras que custaram 7,1 milhões ao governo federal, entre as melhorias que estão sendo executadas estão a extensão da pista de pouso em 150 metros, passando dos atuais 1.480 para 1.630, e o aumento em 6 mil metros quadrados do pátio de aeronaves, que então contará com 14,8 mil m². O conjunto de melhorias no aeroporto ainda prevê que duas novas pistas de rolamento serão construídas e as quatro existentes serão alargadas. Haverá ainda a ampliação da pista de táxi e das vias de acesso para os hangares e construção de vias de serviço.
A Embraer possui no local o  Centro de Serviços para jatos executivos com 20 mil metros quadrados de área, o Centro de Serviços da Embraer inclui hangares, serviços FBO (Fixed Based Operations) com salas VIP, salas de reunião para clientes e salas de descanso para tripulação, além de escritórios administrativo, um investimento estimado em 25 milhões de dólares.
A partir de 1.º de abril de 2022, a Rede VOA assumiu as operações do Aeroporto.

## Modernização
Segundo orçamento realizado pelo Daesp para que a modernização do aeroporto seja realizada, um total de R$ 70 milhões deve ser investido, o que inclui a ampliação da pista do aeroporto, modernização dos serviços e construção de uma torre de controle, além das obras internas, a construção de novas avenidas que vão facilitar o acesso ao aeroporto estão no orçamento.
O ministro da Aviação Civil, Moreira Franco, anunciou no dia 31 de Agosto de 2014 a abertura das licitações para as obras de reforma e ampliação de oito aeroportos no interior de São Paulo. No aeroporto de Sorocaba as obras incluem:
- Implantação de torre de controle.
- Recuperação da pista de pouso, que tem 1.630 m por 30 m;
- Reforma do terminal de passageiros, de 700 m²;
- Recuperação do pátio de aeronaves, que tem capacidade para até quatro aviões do tipo ATR-72;
- Ampliação e reforma da seção contra incêndio, de 195 m²;

## Características
Localizado a uma Latitude: 23º 28’ 59’’ S - Longitude: 047º 29’ 11’’ W e Altitude: 634m/2.082 ft. A temperatura média é de 20,0°C. A distância aérea da capital, São Paulo é de 83,53 km e a distância rodoviária é de 87 km.

### Movimento
- Dimensões (m): 1.630 x 30 m

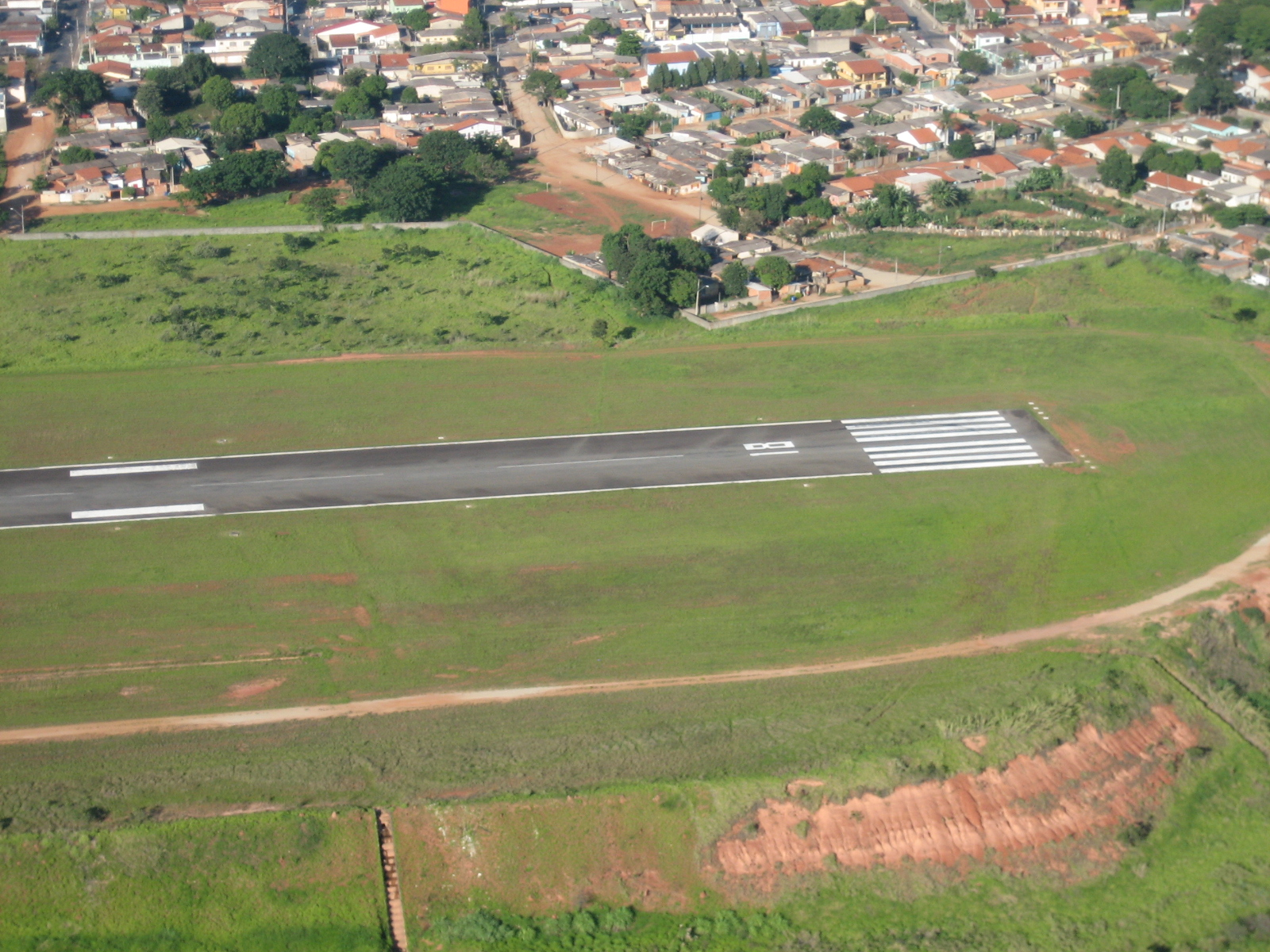
Aeroporto - Balonismo - Sorocaba - SP

- Designação da cabeceira: 19 - 01 - Cabeceira Predominante: 01
- Declividade máxima: 1,25% - Declividade Efetiva: 1,06%
- Tipo de Piso: asfalto - Resistência do Piso (PCN): 38/F/B/X/T

### Serviços
- Hangares: 39 (15 DAESP, 24 Área Privada) - Cabine de Força (KF) - KC/KT
- Telefone Público - Ônibus Urbano - Área p/ publicidade - Área pré-embarque
- FBO - Embraer Executive Jets Services
- FBO - WorldWayAviation

### Pista
- Pista de acesso à cabeceira 01 e pátio - PRA (m): 920 x 15
- Pista de acesso à cabeceira 01 - PRB (m): 750 x 15
- Tipo de Piso: asfalto
- Distância da cabeceira mais próxima (m): 320

### Pátio
- Dimensões (m): 215 x 100 - Capacidade de Aviões: 12 ATR-72
- Dimensões (m): 100 x 50 - Capacidade de Aviões: 08 Jatos Executivos
- Distância da Borda ao Eixo da Pista(m): PRA - 92,5 / PRB - 92,5
- Tipo de Piso: asfalto

### Auxílios operacionais
- Sinais de Eixo de Pista - Biruta Iluminada
- Luzes de Pista - Sinais de Cab. de Pista - Ind. de Pista
- Sinais de Guia de Táxi - Luzes de Táxi
- Luzes de Cabeceira - Luzes de Obstáculos
- Iluminação de Pátio - Farol Rotativo
- Freq. TWR: 118,80 (0915z às 2145z)
- Freq. GND: 121,80 (0915z às 2145z)
- Freq. ATIS: 127.775
- AIS (Auto atendimento) (1015z-2145z)
- MET CMA (Auto atendimento) (1015z-2145z)
- PAPI 4 na RWY 36
- Circuito de Tráfego Aéreo: Padrão
- RDONAV – VOR/DME 115.2 2330.425/04722.69 W

### Abastecimento
- BR Aviation: AVGAS - JETA1
- Shell Aviation: AVGAS - JETA1

### Instalações
- Terminal de Passageiros (m²): 800
- Estacionamento de Veículos: 130 vagas - Tipo de Piso: asfalto

## Companhias aéreas que já operaram no aeroporto
- Oceanair: São Paulo - Congonhas, Santa Maria, Passo Fundo, Porto Alegre
- TAM: São Paulo - Congonhas, Joinville, Blumenau

## Acidente do avião bimotor EMB810C
No dia 27 de janeiro de 2010 a aeronave modelo EMB810C, fabricado pela Embraer, decolou por volta das 9h30 do aeroporto de Sorocaba. Minutos depois, caiu numa fazenda no município vizinho de Iperó, a cerca de 30 quilômetros do local da decolagem, causando a morte do piloto, José Andrei Ferreira dos Santos de 32 anos, e de Maria Leonor Salgueiro Galeazzi de 69 anos.
Sitiantes da região presenciaram a queda e avisaram o Corpo de Bombeiros. O avião decolou com o tanque cheio - 430 litros de combustível - e seguia para uma fazenda em Goiás, quando caiu "de bico" no interior de uma mata, no bairro Bananal.
O Centro Integrado de Defesa Aérea e Controle do Tráfego Aéreo (Cindacta) já tinha constatado o desaparecimento do bimotor. Os bombeiros tiveram dificuldade no resgate por causa da mata e do terreno encharcado. Os corpos foram levados para o Instituto Médico Legal (IML) de Sorocaba.
O laudo final do Cenipa constatou que a aeronave com motores a gasolina, foi abastecida com querosene de aviação usada para motores turbo-hélices, provocando a parada de ambos os motores e consequentemente a sua queda. Embora existisse no local uma área de pasto suficiente para um pouso forçado. Acredita-se que o único piloto a bordo possa ter tido um mal súbito durante a parada dos motores, provocando a queda fatal da aeronave.